# Muids
Muids är en kommun i departementet Eure i regionen Normandie i norra Frankrike. Kommunen ligger i kantonen Les Andelys som tillhör arrondissementet Les Andelys. År 2022 hade Muids 864 invånare.

## Befolkningsutveckling
Antalet invånare i kommunen Muids
Referens:INSEE